# Ivanava
Ivanava (en biélorusse : Іванава) ou Ivanovo (en russe : Иваново ; en polonais : Janów) est une ville de la voblast de Brest, en Biélorussie, et le centre administratif du raïon d'Ivanava. Sa population s'élevait à 16 465 habitants en 2017.

## Géographie
Ivanava est située à 38 km à l'ouest de Pinsk, à 129 km à l'est de Brest et à 239 km au sud-ouest de Minsk.

## Histoire
La première mention d'Ivanava remonte au XIVe siècle. C'était alors un village nommé Porkhovo. En 1423, il fut attribué par le roi Ladislas II Jagellon à l'évêché de Loutsk. Devenu Janów, il reçut en 1465 des privilèges urbains.
Petite ville de Polésie, il partagea alors le destin de la région. Le 16 mai 1657, le martyre de saint André Bobola eut lieu à Janów Poleski. Annexée par la Russie à l'occasion de la troisième partition de la Pologne, en 1795, la ville ne se développe guère, en raison surtout de la proximité de la ville de Pinsk, beaucoup plus importante. À la fin du XIXe siècle, elle comptait environ 3 000 habitants, principalement des paysans et les ouvriers d'une petite usine textile.
Entre 1915 et 1918, elle fut occupée par l'Allemagne, puis, en 1919, rattachée à la Pologne. Au cours de la guerre russo-polonaise de 1920, elle fut brièvement occupée par l'Armée rouge, entre juillet et octobre 1920. Après avoir été reprise par la Pologne, la ville devint le centre de la mobilisation de la 3e division d'infanterie de la Volga du général Jarosławcew[réf. nécessaire], qui faisait partie des forces du général Stanisław Bułak-Bałachowicz. Entre les deux guerres, la ville resta une localité sans grande importance. En 1926, elle fut reliée par une nouvelle voie ferrée, sans que cela conduise à son développement.
La ville fut occupée par l'Armée rouge en septembre 1939 puis annexée à l'Union soviétique. Le 27 juin 1941, elle fut occupée par l'Allemagne nazie jusqu'en juillet 1944. Pendant l'occupation allemande, la plupart des Juifs de la région périrent. Le 22 janvier 1943, trente Polonais de la région furent assassinés en représailles après une opération de la résistance polonaise contre la prison de la Gestapo de Pinsk. Après l'entrée de la 61e armée soviétique dans la ville, celle-ci fut rattachée à la République socialiste soviétique de Biélorussie. Ivanava reçut le statut de ville en 1971. Depuis 1991, elle fait partie de la Biélorussie indépendante.

## Population
Recensements (*) ou estimations de la population  :
| 1830 | 1866 | 1885  | 1897* | 1905  | 1924  | 1935  |
| ---- | ---- | ----- | ----- | ----- | ----- | ----- |
| 516  | 809  | 2 437 | 3 041 | 2 939 | 3 068 | 3 500 |

| 1940  | 1946  | 1959* | 1970* | 1979* | 1989*  | 1999*  |
| ----- | ----- | ----- | ----- | ----- | ------ | ------ |
| 4 918 | 2 279 | 3 867 | 5 401 | 9 912 | 13 581 | 15 900 |

| 2009*  | 2012   | 2013   | 2014   | 2015   | 2016   | 2017   |
| ------ | ------ | ------ | ------ | ------ | ------ | ------ |
| 16 086 | 16 381 | 16 456 | 16 594 | 16 597 | 16 450 | 16 465 |

## Personnalités liées à la ville
Sont nés dans la région d'Ivanava :
- Napoleon Orda (1807-1883), musicien, pianiste, compositeur et artiste polonais.
- Chaim Weizmann (1874-1952), chimiste et homme politique britannique puis israélien, premier président de l'État d'Israël entre 1949 et 1952.